# Morgan County, Utah
Morgan County är ett administrativt område i delstaten Utah, USA. År 2010 hade countyt 9 469 invånare. Den administrativa huvudorten (county seat) är Morgan.  

## Geografi
Enligt United States Census Bureau har countyt en total area på 1 582 km². 1 578 km² av den arean är land och 4 km² är vatten. 

### Angränsande countyn
- Weber County, Utah - nord
- Summit County, Utah - öst
- Salt Lake County, Utah - sydväst
- Davis County, Utah - väst
- Rich County, Utah - nordöst